# Publier
Publier és un municipi francès situat al departament de l'Alta Savoia i a la regió d'Alvèrnia-Roine-Alps. L'any 2007 tenia 6.032 habitants.

## Demografia

### Població
El 2007 la població de fet de Publier era de 6.032 persones. Hi havia 2.397 famílies de les quals 586 eren unipersonals (222 homes vivint sols i 364 dones vivint soles), 717 parelles sense fills, 875 parelles amb fills i 219 famílies monoparentals amb fills.
La població ha evolucionat segons el següent gràfic:
Habitants censats

### Habitatges
El 2007 hi havia 3.199 habitatges, 2.441 eren l'habitatge principal de la família, 546 eren segones residències i 211 estaven desocupats. 1.940 eren cases i 1.247 eren apartaments. Dels 2.441 habitatges principals, 1.617 estaven ocupats pels seus propietaris, 758 estaven llogats i ocupats pels llogaters i 66 estaven cedits a títol gratuït; 62 tenien una cambra, 202 en tenien dues, 462 en tenien tres, 654 en tenien quatre i 1.061 en tenien cinc o més. 2.131 habitatges disposaven pel capbaix d'una plaça de pàrquing. A 1.069 habitatges hi havia un automòbil i a 1.202 n'hi havia dos o més.

### Piràmide de població
La piràmide de població per edats i sexe el 2009 era:
| Homes | Edats   | Dones |
| ----- | ------- | ----- |
| 4     | 95 o +  | 0     |
| 0     | 90 a 94 | 4     |
| 12    | 85 a 89 | 32    |
| 28    | 80 a 84 | 40    |
| 60    | 75 a 79 | 80    |
| 44    | 70 a 74 | 80    |
| 84    | 65 a 69 | 116   |
| 96    | 60 a 64 | 132   |
| 176   | 55 a 59 | 144   |
| 152   | 50 a 54 | 184   |
| 216   | 45 a 49 | 148   |
| 228   | 40 a 44 | 216   |
| 184   | 35 a 39 | 204   |
| 208   | 30 a 34 | 220   |
| 156   | 25 a 29 | 172   |
| 88    | 20 a 24 | 96    |
| 208   | 15 a 19 | 188   |
| 188   | 10 a 14 | 212   |
| 180   | 5 a 9   | 140   |
| 120   | 0 a 4   | 120   |

## Economia
El 2007 la població en edat de treballar era de 4.051 persones, 3.047 eren actives i 1.004 eren inactives. De les 3.047 persones actives 2.804 estaven ocupades (1.513 homes i 1.291 dones) i 243 estaven aturades (83 homes i 160 dones). De les 1.004 persones inactives 310 estaven jubilades, 346 estaven estudiant i 348 estaven classificades com a «altres inactius».

### Ingressos
El 2009 a Publier hi havia 2.499 unitats fiscals que integraven 6.301,5 persones, la mediana anual d'ingressos fiscals per persona era de 22.168 €.

### Activitats econòmiques
Dels 296 establiments que hi havia el 2007, 1 era d'una empresa extractiva, 3 d'empreses alimentàries, 1 d'una empresa de fabricació de material elèctric, 1 d'una empresa de fabricació d'elements pel transport, 18 d'empreses de fabricació d'altres productes industrials, 51 d'empreses de construcció, 53 d'empreses de comerç i reparació d'automòbils, 6 d'empreses de transport, 31 d'empreses d'hostatgeria i restauració, 6 d'empreses d'informació i comunicació, 5 d'empreses financeres, 25 d'empreses immobiliàries, 33 d'empreses de serveis, 43 d'entitats de l'administració pública i 19 d'empreses classificades com a «altres activitats de serveis».
Dels 79 establiments de servei als particulars que hi havia el 2009, 1 era una oficina de correu, 1 funerària, 4 tallers de reparació d'automòbils i de material agrícola, 4 paletes, 7 guixaires pintors, 7 fusteries, 12 lampisteries, 5 electricistes, 5 empreses de construcció, 8 perruqueries, 2 veterinaris, 12 restaurants, 7 agències immobiliàries, 1 tintoreria i 3 salons de bellesa.
Dels 22 establiments comercials que hi havia el 2009, 1 era, 1 un hipermercat, 1 un supermercat, 1 una botiga de menys de 120 m², 1 una fleca, 1 una peixateria, 6 botigues de roba, 2 sabateries, 2 botigues de mobles, 3 botigues de material esportiu, 1 un drogueria, 1 una perfumeria i 1 una joieria.
L'any 2000 a Publier hi havia 18 explotacions agrícoles que ocupaven un total de 147 hectàrees.

## Equipaments sanitaris i escolars
Els 2 equipaments sanitaris que hi havia el 2009 eren farmàcies.
El 2009 hi havia 1 escola maternal i 3 escoles elementals.

## Poblacions més properes
El següent diagrama mostra les poblacions més properes.